# Bugsvømmere
Bugsvømmere (Corixidae) er en familie af vandlevende insekter, der lever i damme og langsomt strømmende vandløb, hvor de opholder sig tæt på bunden. Der findes omkring 500 kendte arter i verden, fordelt på 33 forskellige slægter. Bugsvømmere er næbmundede insekter i gruppen tæger.

## Udseende
Hovedet er bredt med en meget kort og bred snabel. Forbenene er korte og det enlige fodled er ofte skeformet med hår langs randene. Mellembenene er lange og slanke med veludviklede kløer. Bagbenene er åreformede.

## Levevis
De er udprægede bunddyr, der hovedsageligt lever af andre dyr og uomdannede planterester. Når de skal have luft, stikker de bagenden op til overfladen. Ligesom andre tæger har bugsvømmere et åbent traché-system, der munder ud på dyrets overflade. Derfor er kroppen omgivet af en lufthinde fastholdt af vandskyende hår, for at kunne være neddykket i længere tid. Dette luftlag fungerer som en fysisk gælle, idet ilten i vandet diffunderer ind i luftlaget, når ilttrykket i dette falder.
Mange bugsvømmere kan frembringe hørlige lyde ved stridulation, idet forlåret gnides mod kanten af hovedet. De fleste arter flyver godt og flytter ofte fra sted til sted.

## Danske arter
Nogle af de omkring 30 danske arter af bugsvømmere:
- Corixa punctata (stor bugsvømmer) er 15 millimeter og ret almindelig i Danmark i stillestående vand. Det er en af de største danske bugsvømmere.
- Corixa panzeri (strandbugsvømmer)
- Sigara striata (almindelig bugsvømmer) er 7-8 millimeter og hyppig i Danmark. Ofte kan individer af denne og andre Sigara-arter ikke flyve, fordi deres vingemuskler aldrig når det funktionsdygtige stadie.[1]
- Sigara hellensii (bækbugsvømmer)
- Sigara stagnalis (brakvandsbugsvømmer)
- Micronecta minutissima (dværgbugsvømmer) er 2 millimeter og lever i store flokke langs bredden af søer og større vandløb.